# Římská pevnost Bothwellhaugh
Římská pevnost Bothwellhaugh (anglicky Bothwellhaugh Roman Fort) jsou zbytky římské legionářské pevnosti v Severním Lanarkshiru nedaleko města Glasgow.

## Historie
Byla postavena jako součást západní strany Antoninova valu kolem roku 142 n. l. Porovnatelným východním místem je římská pevnost Inveresk.

## Popis
Pevnostní obrana sestávala z valu z drnů a hlíny o tloušťce 7,2 metrů, nesených na tlustých pískovcových základových deskách, z nichž část byla zachována až do výšky asi 1,5 metru. 10 metrů široká berma oddělila stěnu pevnosti a první z dvou příkopů, každý o šířce 4,6 metrů a hloubce 1,2 metrů a od sebe vzdáleném 2,1 metrů. Byla postavena na kosočtvercovém půdorysu a byla dostatečně velká na to, aby mohla ubytovat jak vojáky, tak kavalérii. Řada artefaktů byla z vykopávek na místě (např. vyřezávaný odtokový kryt) přenesena do Hunterského muzea na Glasgowské univerzitě a jsou v expozici.
V blízkosti pevnosti jsou dobře zachovalé pozůstatky římského lázeňského domu a středověké kopie původního římského mostu nad South Calder Water. Vzdálenost od termálních lázní (koupelen) k pevnosti naznačuje, že existují další, dosud neobjevené struktury.